# Patrouille des Glaciers
Patrouille des Glaciers (franska: "Glaciärpatrull") är en tävling i skidalpinism för bergsvana militära och civila tremannalag i Penninska alperna som arrangeras i april vartannat år av Schweiz försvarsmakt. Den 53 km långa sträckan Zermatt-Arolla-Verbier med 3994 höjdmeter uppstigning tillryggaläggs på skidor och till fots med föreskriven bergsutrustning. Den högsta passagen är Tête Blanche, 3650 m ö.h. Det finns även en kortare variant: Arolla-Verbier. Antalet deltagande lag begränsas till 1 400.

## Historia
Tävlingen inrättades 1943 som militär träning längs Haute Route. Vid den tredje tävlingen, 1949, omkom ett lag efter att ha störtat ner i en glaciärspricka vilket ledde till förbud. Sedan 1984 genomförs loppet åter – numera med omfattande säkerhetsåtgärder.

## Rekord
Det 2016 gällande rekordet för herrlag är 5:52.20 (satt år 2010), för damlag 7:27.31 (satt år 2014).